# Frauen-Union

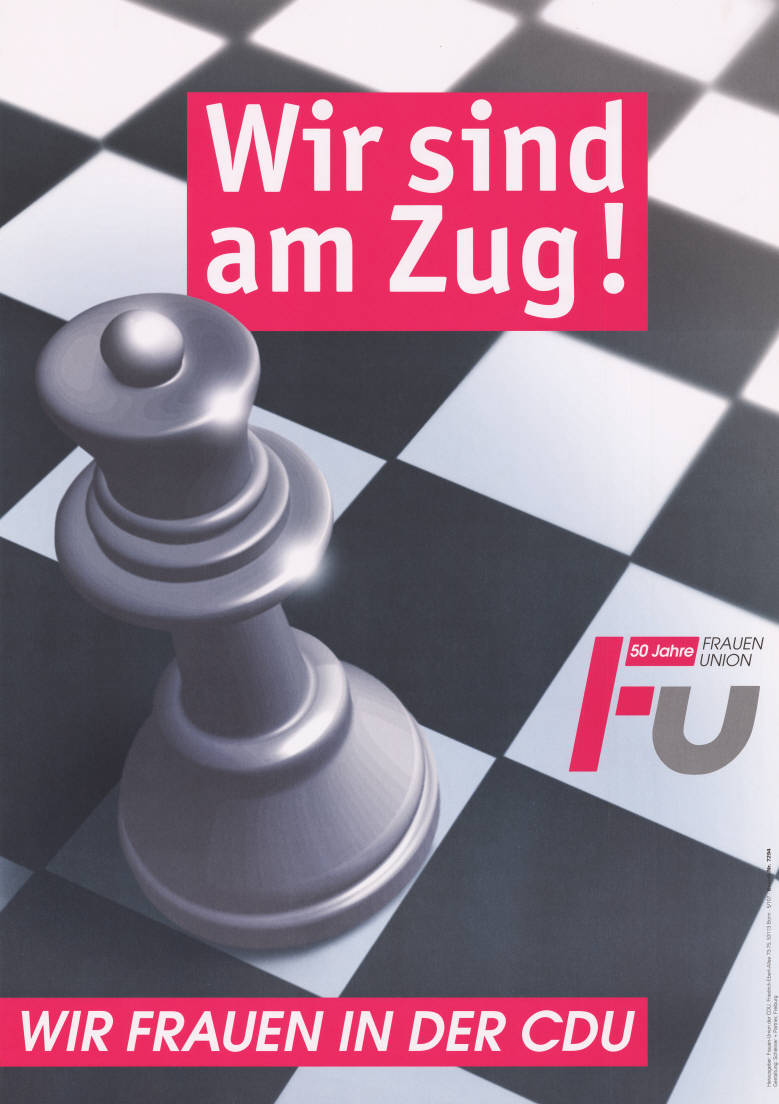
Plakat der Frauen Union (1998)

Der Frauen-Union (FU; eigene Schreibweise: „Frauen Union“) gehören alle weiblichen Mitglieder der CDU Deutschlands an (ca. 155.000), sofern sie dem nicht widersprechen. Frauen, die nicht Mitglied der CDU sind, sich aber den Zielen und Aufgaben der Frauen-Union verpflichtet fühlen, können ebenfalls beitreten. In Bayern ist die von der Frauen-Union der CDU unabhängige Frauen-Union der CSU zwar eine Arbeitsgemeinschaft der CSU, hat aber eine eigene Mitgliedschaft, das heißt, die Mitgliedschaft erfolgt nicht automatisch mit dem CSU-Beitritt.
Sie hat sich zum Ziel gesetzt, Frauen zur Mitarbeit in der Politik zu motivieren, die Ansprüche der Frauen auf Vertretung in Parteiorganen und Parlamenten durchzusetzen und sich in der politischen Bildung von Frauen zu engagieren. 

## Geschichte
Ihre Wurzeln sieht die FU in der bürgerlich-christlichen Frauenbewegung Mitte des 19. Jahrhunderts. Nach 1945 entstanden dezentral in den Besatzungszonen Frauenausschüsse der CDU und der CSU. Am 1. Mai 1948 konstituierte sich aus diesen Ausschüssen im Hotel „Monopol“ in Frankfurt die „Frauenarbeitsgemeinschaft der CDU/CSU Deutschlands“. Federführend bei dieser Gründung war unter anderem Helene Weber. Auf dem Parteitag der CDU in Karlsruhe 1951 konstituierte sich unter Margarete Gröwel der Bundesfrauenausschuss der CDU. Dieser Ausschuss trennte sich damit organisatorisch von der Schwesterpartei CSU. Im November 1951 erschien erstmals die Zeitung Die Frau in der Union, die von 1955 bis 2020 unter dem Titel Frau und Politik (bzw. Frau & Politik) weitergeführt wurde.
Ab Mai 1956 nannte sich der Ausschuss „Frauenvereinigung der CDU“. Alle weiblichen CDU-Mitglieder waren von nun an automatisch auch Mitglied in der Frauenvereinigung. Mit dem Karlsruher CDU-Parteitag wurde den Frauen in der CDU mit der Frauenvereinigung eine eigene satzungsmäßige Organisation zuerkannt.
1961 berief Bundeskanzler Konrad Adenauer mit Elisabeth Schwarzhaupt nach massivem Einwirken der Frauenvereinigung erstmals eine Frau ins Bundeskabinett.
1988 wurde die Frauenvereinigung in „Frauen Union“ umbenannt. Nina Warken ist seit 2025 Bundesvorsitzende. Ehrenvorsitzende sind Rita Süssmuth, Maria Böhmer und Annette Widmann-Mauz.

## Vorsitzende
Aus Gründen des konfessionellen Proporzes wurde der Bundesfrauenausschuss der CDU sowie die Frauenvereinigung bis ins Jahr 1969 von jeweils einer katholischen und einer evangelischen Vorsitzenden geleitet:
Bundesfrauenausschuss
- 1951–1954: Helene Weber (kath.) und Maria Eichelbaum (ev.)
- 1954–1956: Helene Weber (kath.) und Margarete Schuckert (ev.)
- 1956–1958: Helene Weber (kath.) und Hedwig Jochmus (ev.)

Frauen-Union (vor 1988 Frauenvereinigung)
- 1958–1966: Aenne Brauksiepe (kath.) und Hedwig Jochmus (ev.)
- 1966–1969: Aenne Brauksiepe (kath.) und Charlotte Fera (ev.)
- 1969–1971: Aenne Brauksiepe
- 1971–1986: Helga Wex
- 1986–2001: Rita Süssmuth
- 2001–2015: Maria Böhmer
- 2015–2025: Annette Widmann-Mauz
- seit 2025: Nina Warken